# 黃絨蘭
黃絨蘭（学名：Eria corneri）为蘭科絨蘭屬下的一个种。